# ミカエル・サロモン
ミカエル・サロモン（Mikael Salomon、1945年2月24日 - ）は、デンマークの映画監督、撮影監督。

## 監督作品
- タイムリミット
- 疑惑の男 ドリュー・ピーターソン
- ブルーラグーン ～恋の目覚め～
- 昏睡病棟 -COMA-
- ロスト・フューチャー
- WHO IS クラーク・ロックフェラー?
- ナタリー・ホロウェイ
- しあわせの処方箋 シーズン1
- アンドロメダ・ストレイン
- 39歳からの女性がモテる理由
- CIA ザ・カンパニー
- FALLEN/運命の天使
- スティーヴン・キング 8つの悪夢
- ザ・グリッド
- 死霊伝説 セーラムズ・ロット
- バンド・オブ・ブラザース
- 戦艦アイオワ/疑惑の砲台
- 逃亡者
- 生存者
- アフターショック/ニューヨーク大地震
- フラッド
- スペース・レンジャーズ
- ラスト・ウィンド/少年達は砂漠を越えた
- エクスパンス -巨獣めざめる-

## 撮影
- 遥かなる大地へ
- バックドラフト
- アラクノフォビア
- オールウェイズ
- アビス
- ゼリーと私
- トーチソング・トリロジー
- エリオット・バーンズの帰還
- 黄金の肉体 ゴーギャンの夢
- アーリー・スプリング
- 悶絶色情狂
- 赤ちゃんよ永遠に
- WHY?獣色